# Unione Sportiva Fiumana
La Unione Sportiva Fiumana fue un club de fútbol de Italia, con sede en Fiume, en la actual Croacia. Fue fundado en 1926 y desapareció en 1945.

## Historia
Fue fundado el 2 de septiembre de 1926 en la actual ciudad croata de Rijeka luego de la fusión del equipo del Gloria Fiume en el Olympia Fiume, en los años en que la ciudad formaba parte del Reino de Italia y era más conocida como Fiume. 
Durante su historia militó en la estructura del fútbol italiano, pasando la mayor parte de su historia entre la segunda y tercera categoría, en la que en la temporada 1942/43 terminó en la última posición del Grupo A. 
Al finalizar esa temporada, el club quedó activo bajo el nombre de R.Fiumana hasta el julio de 1946. El año antecedente  la ciudad de Rijeka pasó a formar parte de Yugoslavia al finalizar la Segunda Guerra Mundial y las nuevas autoridades renombraron el club en S.C.F. Quarnero  y en 1954 en NK Rijeka, que hoy juega en Croacia.

## Palmarés

### Torneos nacionales
- Copa Federal (1): 1927-28

### Torneos interregionales
- Serie C (1): 1940-41 (Grupo A)